# چاپکوت
چاپکوت (به ارمنی: Ճապկուտ) یک روستا در ارمنستان است که در استان گغارکونیک واقع شده‌است.  در  کیلومتری شمال گاوار، مرکز استان گغارکونیک واقع شده است.

## خصوصیات
چاپکوت ۳۷ نفر جمعیت دارد و ۱٬۷۹۳ متر بالاتر از سطح دریا واقع شده‌است.  در  کیلومتری شمال گاوار، مرکز استان گغارکونیک واقع شده است.